# Bellevaux
 Bellevaux  es una comuna y población de Francia, en la región de Auvernia-Ródano-Alpes, departamento de Alta Saboya, en el distrito de Thonon-les-Bains y cantón de Thonon-les-Bains-Est.
Su población en el censo de 1999 era de 1.158 habitantes.
No está integrada en ninguna Communauté de communes u organismo similar.

## Demografía
| 1039 | 948 | 1028 | 1083 | 1113 | 1158 |
| Para los censos de 1962 a 1999 la población legal corresponde a la población sin duplicidades (Fuente: INSEE [Consultar]) |     |      |      |      |      |